# Castelnou (Aragó)
Castelnou és un municipi de l'Aragó, situat a la província de Terol a la comarca del Baix Martín.